# Classification UIC des voies des lignes de chemin de fer
La Classification UIC des voies des lignes de chemin de fer est une classification conçue par l'Union internationale des chemins de fer (UIC) indiquant l'importance des trafics des voies de chemin de fer et permettant de définir un niveau de la maintenance de la voie. La classification est décrite dans la fiche 714 de l'UIC,, qui denotait, en 1989, six groupes, avec le premier groupe contenant les voies les plus utilisées, et le groupe six les voies qui ont le plus faible trafic. La SNCF a ajouté à ces six groupes trois groupes supplémentaires, UIC 7 8 et 9, qui ne sont pas utilisés ailleurs dans le monde, pour donner une classification plus fines à des lignes secondaires.

## Calcul UIC 1 à 6
La classification des voies de ligne est établie en fonction d'une formule qui affecte un trafic fictif a une ligne. Cette formule prend en compte des tonnages de flux, avec un différent poids pour le flux voyageur et le flux marchandise, la charge d'essieux et la vitesse sur la ligne.
- Groupe 1:  trafic fictif selon la formule > 130 000 tonnes/jour
- Groupe 2:  trafic fictif selon la formule entre 80 000 et 130 000 tonnes/jour
- Groupe 3:  trafic fictif selon la formule entre 40 000 et 80 000 tonnes/jour
- Groupe 4:  trafic fictif selon la formule entre 20 000 et 40 000 tonnes/jour
- Groupe 5:  trafic fictif selon la formule entre 5 000 et 20 000 tonnes/
- Groupe 6: trafic fictif avec moins de 5000 tonnes/jour.

## Particularité
Ce classement est essentiellement lié au tonnage, et non pas au nombre de trains. Cela peut donner des effets paradoxaux, une ligne avec beaucoup de trains légers sera moins bien classée qu’une ligne empruntée par quelques trains lourds.